# Karaberd (Lorri)
Pour l’article homonyme, voir Karaberd (Shirak).
Karaberd ou Qaraberd (en arménien Քարաբերդ) est une communauté rurale du marz de Lorri en Arménie. En 2008, elle compte 102 habitants.